# Авченко, Виктор Фёдорович
Ви́ктор Фёдорович Авченко (4 (17) октября 1916 — 6 июля 1987, Владивосток) — советский партийный и государственный деятель. Депутат Верховного Совета РСФСР.

## Биография
Родился 4 (17) октября 1916 году в Приморской области. Окончил Хабаровский техникум связи, а в 1963 году — Владивостокский сельскохозяйственный техникум.
С 1938 года — в РККА, служил в подразделениях связи (Спасск-Дальний, Ворошилов (в наст. время город Уссурийск). Участник боёв на озере Хасан.
1945—? — редактор газеты «Приханкайская правда» (Спасск-Дальний).
? — 1-й секретарь Черниговского районного комитета КПСС, 1-й секретарь Хорольского районного комитета КПСС.
1961—12.1962 — заместитель председателя Исполнительного комитета Приморского краевого Совета.
12.1962—12.1964 — председатель Исполнительного комитета Приморского сельского краевого Совета.
12.1964—1972 — секретарь Приморского краевого комитета КПСС.
1972—1977 — главный государственный инспектор по закупкам и качеству сельскохозяйственных продуктов Министерства заготовок СССР по Приморскому краю. Пенсионер союзного значения.

## Награды
- Орден Ленина
- Орден «Знак Почёта»
- Знак «Участнику Хасанских боёв»
- Сын Олег Авченко (р. 1942-2022) — доктор геолого-минералогических наук, заведующий лабораторией Дальневосточного геологического института ДВО РАН (Владивосток)
- Внук Василий Авченко (р. 1980) — журналист (Владивосток), автор документального романа «Правый руль» (М., Ad Marginem, 2009) и ряда других книг.
- Внучка Анна Авченко ( р. 1978 ) - переводчик  китайский, английский языки
- Дочь Наталья Авченко ( в замужестве Трусова , р. 1939 ) - инженер
- Внучка Елена Авченко ( Трусова, р. 1962 ) - юрист-правовед, нотариус Владивостокского нотариального округа Приморского края